# Wyścigowe Mistrzostwa Węgier 1962
1962 – sezon wyścigowych mistrzostw Węgier.